# 中甸溲疏
中甸溲疏（学名：Deutzia zhongdianensis）为虎耳草科溲疏属下的一个种。